# Autoroute A2 (Tunisie)
Pour les articles homonymes, voir Autoroute A2.
L'autoroute A2 est un projet autoroutier en cours de construction et qui doit relier à terme Tunis, capitale de la Tunisie, à Gafsa avec une branche vers Kasserine.
Dans un premier temps, elle doit s'étendre sur une longueur de 186 kilomètres entre Tunis et Jilma, située à une cinquantaine de kilomètres au nord-ouest de Sidi Bouzid. Le 6 décembre 2022, le président Kaïs Saïed lance les travaux de ce premier tronçon,.